# Браун: Невероятная история Формулы-1
«Браун: Невероятная история Формулы-1» (англ. Brawn: The Impossible Formula 1 Story) — документальный сериал о команде Brawn GP Ltd и её чемпионском сезоне 2009 года. Премьера первого сезона сериала состоялась 15 ноября 2023 года.

## Действующие лица
- Киану Ривз — интервьюер
- Росс Браун — владелец команды
- Дженсон Баттон — первый пилот команды
- Рубенс Баррикелло — второй пилот команды
- Лука Кордеро ди Монтедземоло — президент Ferrari
- Берни Экклстоун — президент Формулы-1
- Кристиан Хорнер — руководитель команды Red Bull Racing

## Список эпизодов
| № общий | № в сезоне | Название             | Дата премьеры  |
| ------- | ---------- | -------------------- | -------------- |
| 1       | 1          | «Part I» «Часть 1»   | 15 ноября 2023 |
| 2       | 2          | «Part II» «Часть 2»  | 15 ноября 2023 |
| 3       | 3          | «Part III» «Часть 3» | 15 ноября 2023 |
| 4       | 4          | «Part IV» «Часть 4»  | 15 ноября 2023 |